# Біллі Корган
Біллі Корган (англ. Billy Corgan); нар. 17 березня 1967) — американський музикант, найбільш відомий як гітарист та вокаліст рок-гурту The Smashing Pumpkins.
Наприкінці 1995 року  він почав зустрічатися з фотографом Єленою Ємчук, яка пізніше зробила свій внесок у кілька відеоматеріалів Smashing Pumpkins і альбом. Він продовжував зустрічатися з Ємчук ще до 2004 року. За словами Коргана, його розрив з нею сприяв тематиці його сольного випуску TheFutureEmbrace 2005 року. У 2008 році Корган сказав: 'У мене був поганий шлюб і сім поганих подруг поспіль', перспектива, яку він приписує своїй відданості музиці.

## Книги
- Blinking with Fists — книга віршів авторства Коргана.